# Sinclair, Wyoming
Sinclair är en småstad (town) i Carbon County i södra Wyoming i USA. Staden hade 433 invånare vid 2010 års folkräkning.

## Geografi
Sinclair ligger omkring 10 kilometer öster om countyts huvudort Rawlins, vid motorvägen Interstate 80.

## Historia
Staden kallades ursprungligen Parco, efter Producers & Refiners Corporation (PARCO) som grundade stadens oljeraffinaderi. Under den stora depressionen köptes bolaget upp av Sinclair Oil och staden döptes därför om till Sinclair, Wyoming.
Tio kilometer öster om staden ligger spökstaden Benton, Wyoming, som under tre månader var Union Pacifics järnvägs västra ändpunkt under byggandet av den första Transamerikanska järnvägen. Bentons korta historia innehöll bland annat ett besök av presidentkandidaten Ulysses S. Grant. Detta år avgick också de sista nybyggarvagntågen på Mormon Trail till Salt Lake Valley innan järnvägens färdigställande. 
I närheten av Benton, vid North Platte River, ligger också det historiska Fort Steele, som byggdes 1868 för att skydda järnvägen. Garnisonen lades ned 1886. När landsvägen flyttades 1939 till det som idag är Interstate 80:s sträckning övergavs Fort Steele som bosättning.

## Näringsliv
Sinclair Oils oljeraffinaderi har ända sedan ortens grundade varit den huvudsakliga arbetsgivaren i orten.

## Kommunikationer
Sinclair ligger vid motorvägen Interstate 80 och Union Pacifics järnvägslinje. Närmaste flygfält finns i Rawlins.